# Grande Société (Bern)

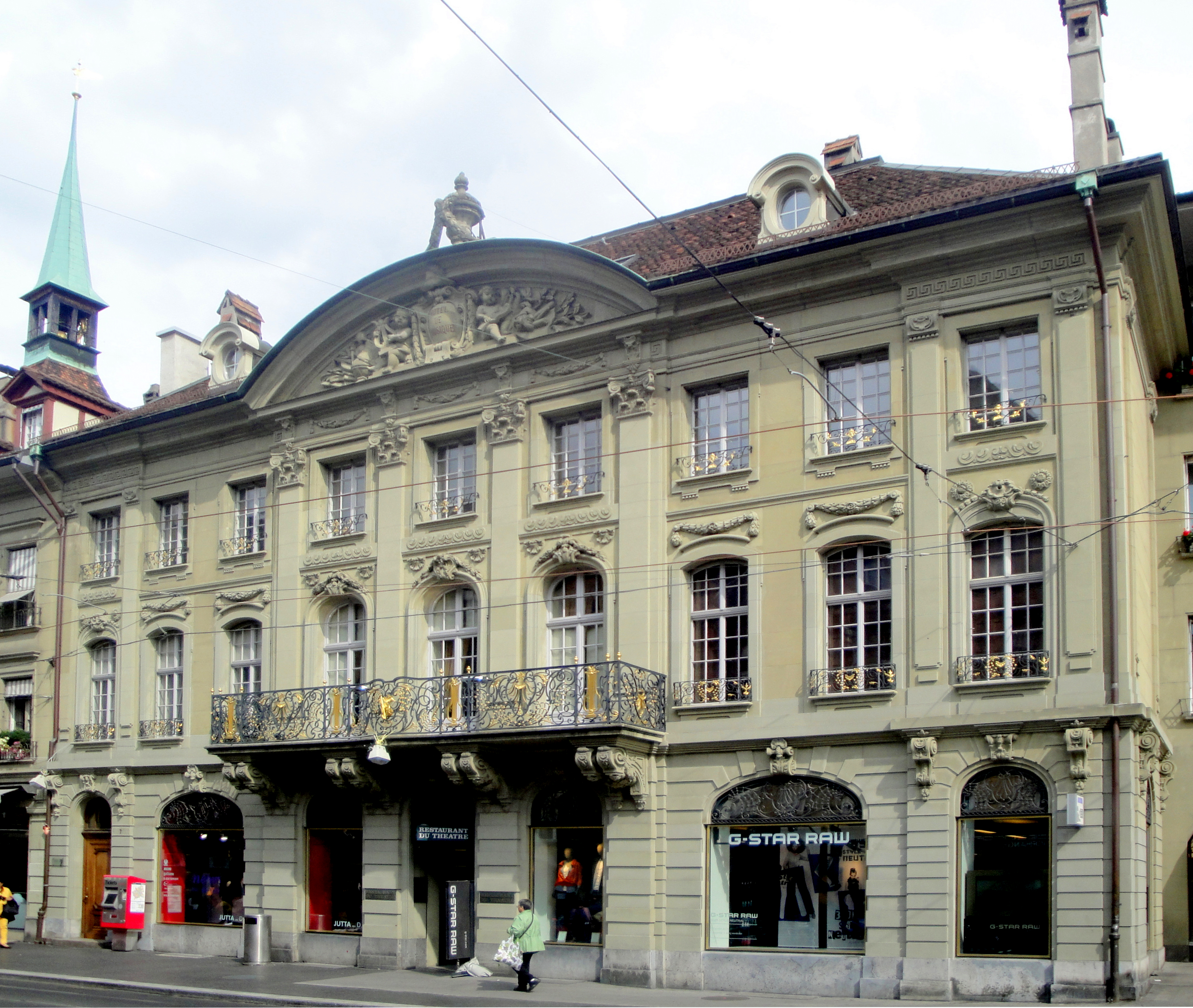
Die Räumlichkeiten der Grande Société befinden sich seit 1769 in der Beletage des Hôtel de Musique in Bern (2011)

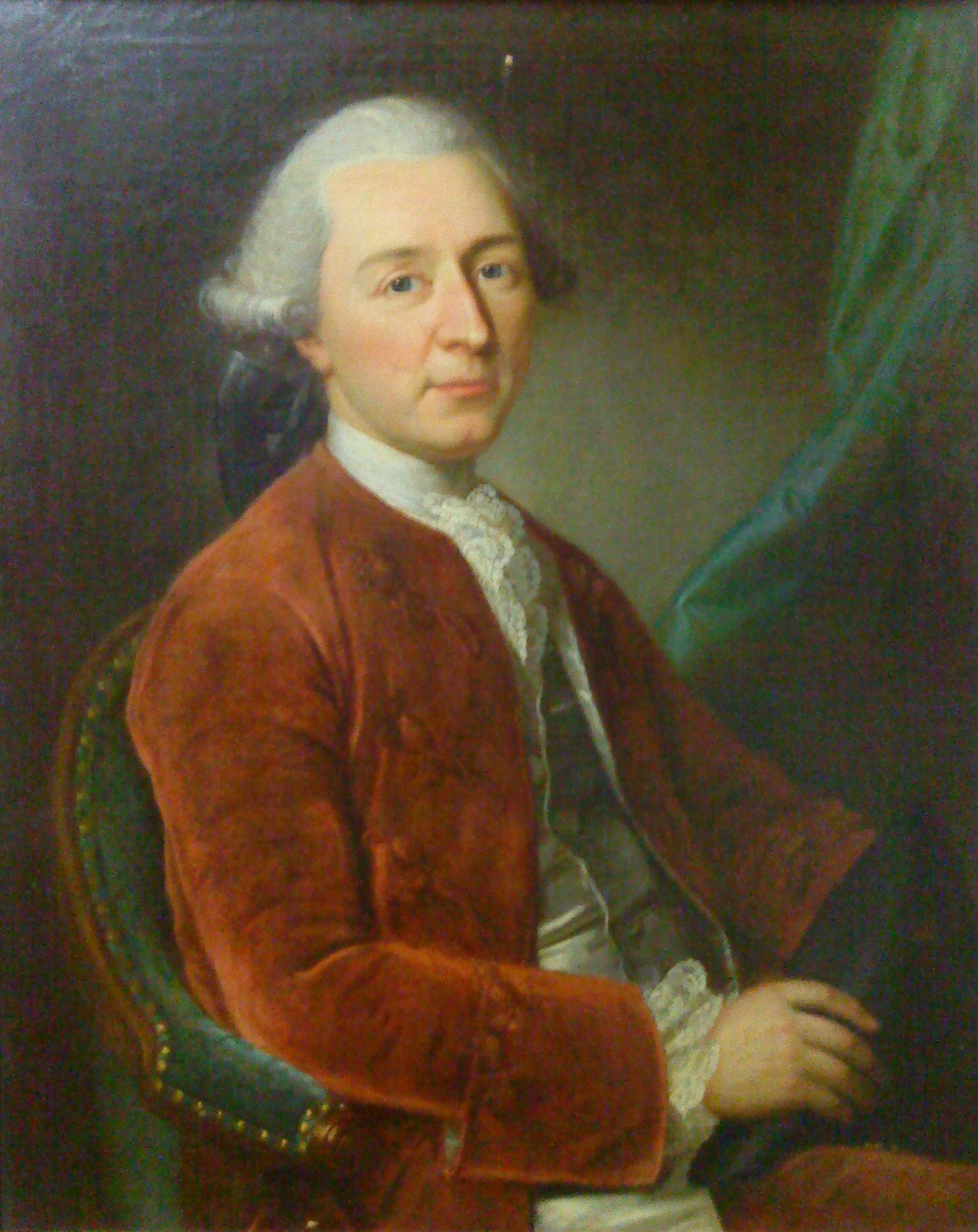
Albrecht Steiger (1723–1793), Mitbegründer und erster Trésorier der Grande Société, Bildnis von Emanuel Handmann (1771)

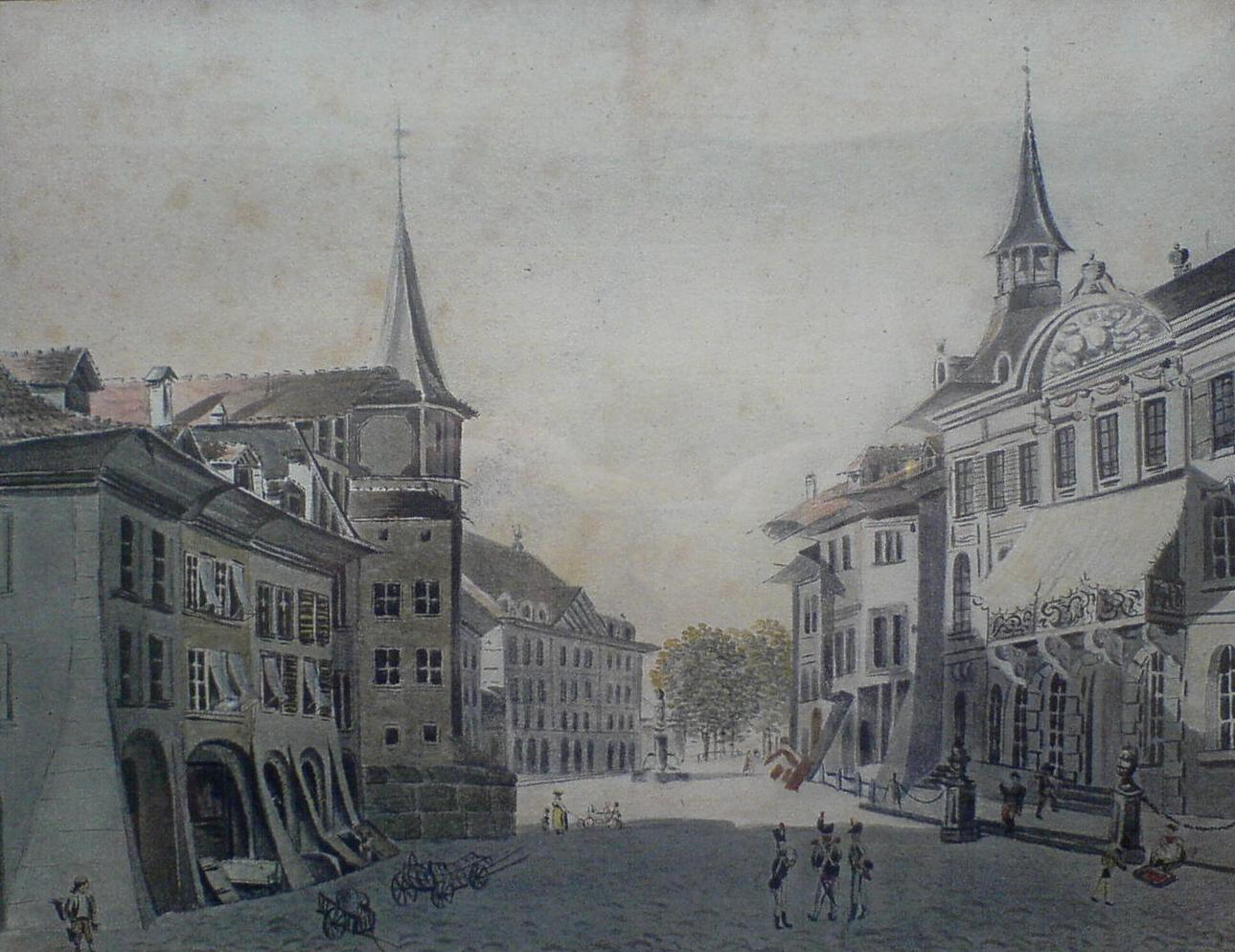
Bern, Theaterplatz mit Hôtel de Musique (um 1820)

Hôtel de Musique (1902)

Der Cercle de la Grande Société de Berne (dt. Grosse Sozietät) ist eine 1759 gegründete Gesellschaft der Berner Aristokratie und Diplomatie.

## Geschichte
Die Gesellschaft wurde 1759 nach ihrem holländischen Vorbild, der 1748 errichteten Grande Société in Den Haag, hauptsächlich durch Offiziere in niederländischen Diensten gegründet und in ihren Anfängen entsprechend Holländische Sozietät genannt. Zu den Gründern gehörten Vincenz Frisching, Albrecht Steiger, Niklaus Friedrich von Steiger und Johann Rudolf Stürler. Über die Gesellschaft und ihr Wirken ist in der Öffentlichkeit wenig bekannt. Gelegentlich erscheinen Zeitungsartikel, die über die Grande Société de Berne berichten. So in der Berner Tageszeitung „Der Bund“ vom 6. April 2009 anlässlich der Veröffentlichung eines Buches zum 250-jährigen Bestehen der Gesellschaft. Im Buch The Victim's Fortune (2002) beschreibt Richard Wolffe detailliert die Verhandlungen zur Aufarbeitung der Nazigelder zwischen dem World Jewish Congress (WJC) unter Israel Singer und Edgar Bronfman mit der Schweizerischen Bankiervereinigung, vertreten durch Georg Krayer (Bank Sarasin) und Hans J. Bär (Bank Julius Bär), in den Räumlichkeiten der Sozietät.

## Räumlichkeiten
In ihren Anfängen mietete die Grande Société Räumlichkeiten im ehemaligen Haus der Gesellschaft zu Mittellöwen, zuoberst an der Kramgasse in Bern. 1761 wechselte die Gesellschaft ins Haus des Landvogts Samuel Friedrich Fasnacht, ebenfalls an der Kramgasse. Ab 1766 plante die Grande Société einen Neubau, bevorzugt wurde ein Projekt vor den Toren der Stadt. Im selben Jahr gründeten 24 Mitglieder eine Gesellschaft mit dem Ziel, ein Theater- und Konzerthaus zu bauen. Ein Jahr später boten sie der Grande Société Räumlichkeiten im geplanten Bau an. 1769 konnten die Salons im neu erbauten Hôtel de Musique am Theaterplatz bezogen werden. Die Räumlichkeiten erfüllen ihren Zweck bis heute.

## Mitglieder
In den Anfängen der Grande Société wurden unter restriktiven Aufnahmebedingungen mit wenigen Ausnahmen Angehörige der regierenden Geschlechter aufgenommen. Ausnahmen waren Schwiegersöhne und Personen, die ein besonderes Ansehen hatten (Wissenschaftler, Architekten). 2009 berichtete die Tageszeitung Der Bund, in der Grande Société seien ehemals regimentsfähige Familien Berns sowie ausgewählte Bürger und Diplomaten vertreten. Laut eigenen Angaben seien heute Patrizier, Politiker, Diplomaten, Militärs, Vertreter aus der Wirtschaft, Kunst und wohltätigen Organisationen Mitglieder des Cercle. Der Cercle pflegt mit dem Zürcher Club Baur au Lac und dem Münchner Herrenclub Beziehungen. 
Zu den bekannten Mitgliedern zählen Niklaus Friedrich von Steiger (Mitbegründer), Albrecht von Haller, Vincenz Bernhard Tscharner, Johann Rudolf Sinner, Karl Viktor von Bonstetten, Erasmus Ritter, Johann Rudolf Tschiffeli, Samuel Anton Wilhelmi, August von Gonzenbach, Walther von Bonstetten, Toulo de Graffenried, Max Huber, Sigismund von Bibra, Max Petitpierre, Hans Wildbolz und Paul Jolles.